# 斯普拉格 (康乃狄克州)
斯普拉格（英語：Sprague）是一個位於美國康乃狄克州新倫敦縣的城鎮。

## 地理
斯普拉格的座標為41°37′26″N 72°04′30″W / 41.62389°N 72.07500°W，而該地的平均海拔高度為84米（即276英尺）。

## 人口
根據2010年美國人口普查的數據，斯普拉格的面積為35.80平方千米，當中陸地面積為34.20平方千米，而水域面積為1.60平方千米。當地共有人口2984人，而人口密度為每平方千米83.35人。